# ريتشارد أنتريم
ريتشارد أنتريم (بالإنجليزية: Richard Antrim)‏ هو ضابط أمريكي، ولد في 17 ديسمبر 1907 في بيرو في الولايات المتحدة، وتوفي في 7 مارس 1969 في ماونتن هوم في الولايات المتحدة.